# El Llor (Castellar de la Ribera)
El Llor és una masia situada al municipi de Castellar de la Ribera, a la comarca catalana del Solsonès.